# Vizsla
De vizsla (spreek uit als wiezjla) is een hondenras afkomstig uit Hongarije. Van de Vizsla bestaan twee soorten: een kort- en een draadharige.
Deze elegante hond is een staande jachthond die veel talent heeft voor discipline. Vizsla's worden vaak als jachthond gebruikt maar kunnen ook prima gezelschaphonden zijn, mits ze iedere dag voldoende beweging krijgen.

## Geschiedenis
De geschiedenis van de Hongaarse nationale jachthond gaat terug tot in de Middeleeuwen. De voorouders van deze hond zouden zijn meegekomen met de horden Magyaren toen die rond het jaar 1000 vanuit het oosten naar Europa trokken. De Vizsla ontwikkelde zich op de Hongaarse laagvlakte, die rijk is aan wild. Door de twee wereldoorlogen en omdat de socialisten het ras dat voornamelijk door de adel gehouden en gefokt werd om die reden wilden uitroeien was het ras bijna uitgestorven, maar in de jaren 40 werden Vizsla's naar Oostenrijk geëxporteerd, waar het ras in stand werd gehouden.
Het is een van de oudste en zuiverste hondenrassen.

## Uiterlijk
- Hoogte: 58 tot 62 cm (mannen); 53 tot 58 cm (vrouwtjes)[1]
- Gewicht: 25 tot 27 kg (mannelijk), 20 tot 25 kg (vrouwelijk)
- Vacht: Glad (kortharig) of ruw (draadharig), kort en dicht
- Vachtkleur: Zand bruin, zand geel, vos kleurig
- Levensverwachting: 11 tot 14 jaar[2]

## Aard
De vizsla is een uiterst actieve hond met een vriendelijke, intelligente en gehoorzame aard. Hij kan gemakkelijk worden afgericht en heeft een enorm uithoudingsvermogen.

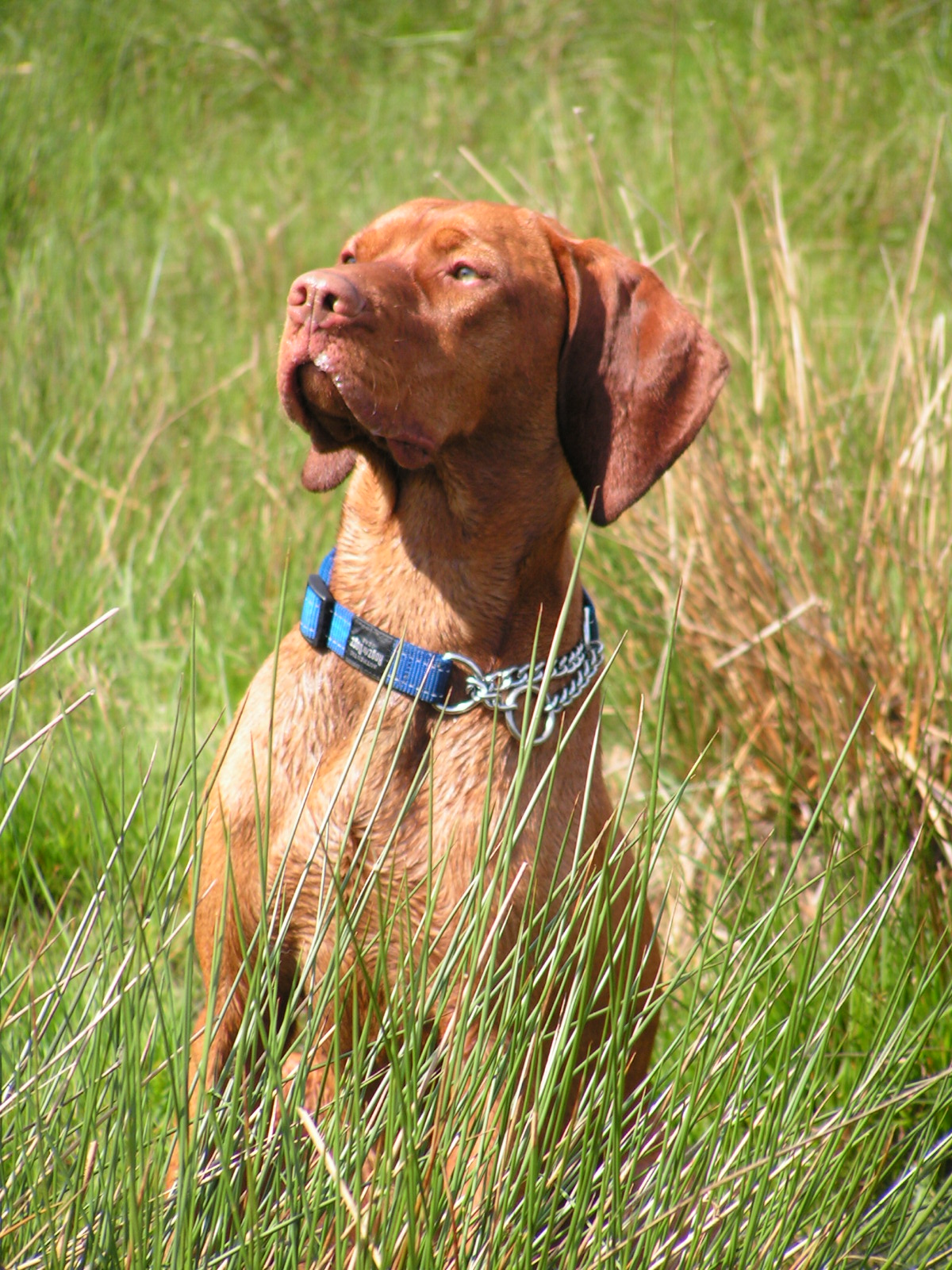
Vizsla (kortharig)
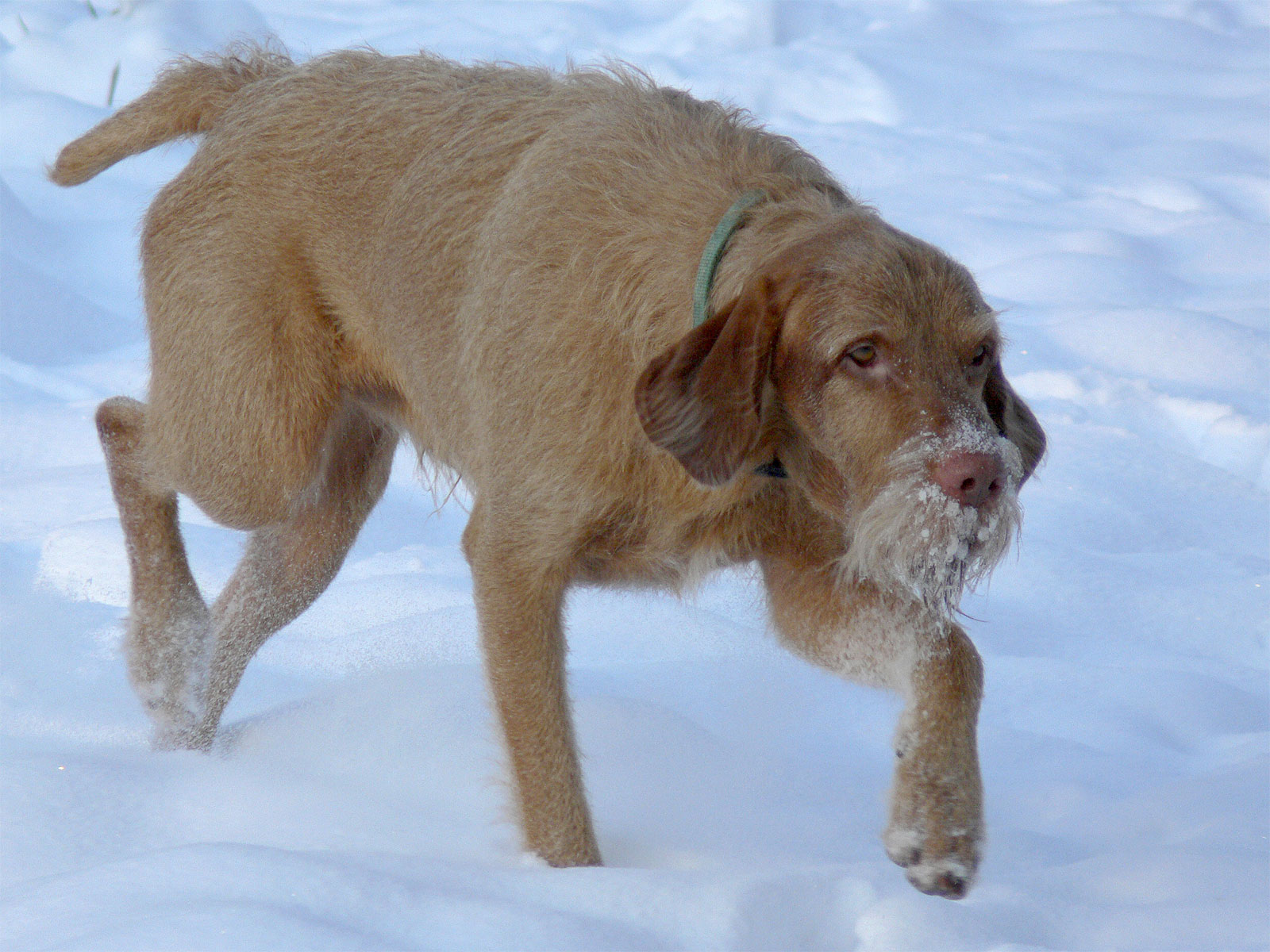
Vizsla (draadharig)

Bracco italiano ·
Braque d'Auvergne ·
Braque de l'Ariège ·
Braque du Bourbonnais ·
Braque Dupuy ·
Braque français ·
Braque Saint-Germain ·
Český fousek ·
Drentsche patrijshond ·
Duitse staande hond (draadhaar) ·
… (korthaar) ·
… (langhaar) ·
… (stekelhaar) ·
Engelse setter ·
Épagneul bleu de Picardie ·
Épagneul breton ·
Épagneul de Pont-Audemer ·
Épagneul français ·
Épagneul picard ·
Gammel dansk hønsehund ·
Gordon setter ·
Griffon Boulet ·
Griffon Korthals ·
Grote münsterländer ·
Ierse setter ·
Kleine münsterländer ·
Perdigueiro de Burgos ·
Perdigueiro português ·
Poedelpointer ·
Pointer ·
Slovenský hrubosrstý stavač ·
Spinone italiano ·
Stabij ·
Vizsla ·
Weimarse staande hond